# Calligonum chinense
Calligonum chinense är en slideväxtart som beskrevs av A.S.Losina- Losinskaja. Calligonum chinense ingår i släktet Calligonum och familjen slideväxter. Inga underarter finns listade i Catalogue of Life.